# Daikondi
Daikondi of Dāykundī (Pasjtoe: دايکندي dājkondī) is een van de 34 provincies van Afghanistan.
De provincie is een van de jongste van Afghanistan. Ze is in 2004 ontstaan uit de noordelijke helft van de provincie Uruzgan. Dit kwam deels tegemoet aan de eis van Hazara om "hun land terug te geven". De Hazara's werden na de Slag om Uruzgan in 1893 uit Uruzgan verdreven en Pasjtoen-stammen vestigden zich op het voorheen door hen bewoond grondgebied.

## Bestuurlijke indeling
De provincie Dāykundī is onderverdeeld in 9 districten:
- Gizab
- Ishtarlay
- Kajran
- Khadir
- Kiti
- Miramor
- Nili
- Sangi Takht
- Shahristan

Badakhshān · Bādghīs · Baghlān · Balkh · Bāmyān · Dāykundī · Farāh · Fāryāb · Ghaznī · Ghōr · Helmand · Herāt · Jowzjān · Kābul · Kandahār · Kāpīsā · Khōst · Kunar · Kunduz · Laghmān · Lōgar · Nangarhār · Nīmrōz · Nūristān · Paktiyā · Paktīkā · Panjshayr · Parwān · Samangān · Sar-e Pul · Takhār · Uruzgān · Wardak · Zābul